# 할시 (가수)
할시(영어: Halsey 홀지[*] /ˈhɔːlzi/, 1994년 9월 29일 ~ )는 미국의 싱어송라이터, 배우이다. 본명은 애슐리 니콜렛 프랜지파니(Ashley Nicolette Frangipane)이며, 예명인 '할시'는 본명 Ashley(애슐리)의 철자를 섞은 아나그램이다. 또한 미국 브루클린에 있는 뉴욕 지하철 할시 스트리트 역(Halsey Street station)의 의미도 담고 있다. 2014년부터 활동을 시작한 할시는 직접 SNS에 게시한 음악으로 눈길을 끌기 시작했고, 같은 해 Astralwerks 레이블에 사인했다. 그녀는 데뷔 EP, Room 93 발표했고, 밴드 더 쿡스와 투어하며 EP를 홍보했다. 2015년 첫 정규 음반 Badlands는 미국 Billboard 200에서 2위를 기록했고, 앨범을 기념하는 세계 솔로 투어를 시행했다. 앨범에는 총 4개의 싱글이 담겨있다.
2016년 체인스모커스의 노래 "Closer"의 피처링을 맡아 명성을 떨치게 되었다. "Closer"는 빌보드 핫 100 1위를 12주동안 차지하고 있었다. 할시의 두번째 정규 음반인 Hopeless Fountain Kingdom 차트 1위를 기록했다. 두 번째 앨범은 이전 곡들보다 더 '라디오에 맞는' 노래가 주로 차지했고, 히트 싱글 "Bad At Love"는 미국에서 탑 5위에 속했다.
그녀는 2018년, 칼리드와 함께 베니 블랑코의 데뷔 싱글 "Eastside"의 피쳐링을 맡았다. "Eastside"는 여러나라의 빌보드 핫 100 상위권을 차지했다. 몇 달 뒤 발표한 "Without Me"는 미국에서 1위, 영국, 호주, 캐나다 등에서 탑 15위 내에 자리를 잡았다. 2019년에는 싱글 "Nightmare"를 냈다.
수상 경력은 빌보드 뮤직 어워드 4회, 아이하트라디오 뮤직어워드 4회, GLAAD 미디어 어워드, 기네스 세계 기록 등이 있다.
음악가 외에는 자살 예방과 성추행 피해자 도움에 대해 열정적인 대변가이기도 하다.
또한, 최근 SING 2 에서.포르샤 성우를 맡았다.

## 어린 시절
애슐리 니콜렛 프랜지파니는 1994년 9월 29일 미국 뉴저지주 에디슨에서 태어났다. 그녀의 부모는 임신 소식을 듣자 대학에서 중퇴했다. 어머니 니콜(Nicole)은 병원 보안을 위해 일하고, 아버지 크리스(Chris)는 자동차 판매원이다. 니콜은 이탈리아, 헝가리, 아일랜드 계통인 반면, 크리스는 주로 아프리카계 미국인 혈통에 약간의 아일랜드 계통이 섞여있다. 형제로는 두 명의 남동생 세비안(Sevian)과 단테(Dante)가 있다. 14살에 어쿠스틱 기타를 연주하기 전, 바이올린, 비올라, 첼로를 켰다.
어린 시절 부모가 여러 일을 한 관계로 이사를 자주 다녔다. 고등학교 시절 학교폭력에 시달렸으며, 17살에 자살 시도를 하여 17일 동안 병원 생활을 하기도 했다. 이후 조울증 진단을 받았다. 2012년, 워싱턴 뉴저지에 있는 워랜 힐스 고등학교를 졸업했다.
졸업 후 로드아일랜드 스쿨 오브 디자인에 합격했지만 경제적 문제로 국립 대학교에 다녔다. 하지만 결국 중퇴를 하고 집에서 쫓겨났다. 후에 맨해튼에 있는 집 지하에서 다른 사람들과 생활했다. 그 곳에서 머무르지 않는 동안은 뉴욕의 노숙자 보호소에서 지냈고, 돈을 벌기 위해 성매매를 고려하기까지 했다. 이 때를 회상할 때 프랜지파니는 "난 통장에 9달러 밖에 없어서 4개 묶음 레드불을 사, 2~3일 동안 깨어있기 위해 사용했습니다. 왜냐하면 잠을 자지 않는 것이 어떤 이상한 곳에서 자다가 성추행이나 납치당하는 것보다 훨씬 안전하기 때문입니다." 그녀는 가끔 할머니의 집에서 머물렀다.

## 음악 활동

### 2012-2014: 활동 시작
17살에 처음 작사를 시작했고, 2012년 se7enteenblack이라는 이름하에 유튜브, Kik과 특히 텀블러에 영상을 게시하기 시작했다. 테일러 스위프트의 노래 "I Knew You Were Trouble"의 패러디로 유명세를 떨치기 시작했다. 다음 해 프랜지파니는 패러디에 이어 노래를 게시했다. 2014년 초, 파티에서 만난 '음악하는 사람'과 노래를 만들어, 프랜지파니의 전 남자친구에 대한 노래, "Ghost"가 탄생했다. 사운드클라우드에 올라온지 몇 시간 만에 인기를 얻었다. 이것의 결과로 다양한 레이블에서 연락을 받았고, 노래가 차트에 오르기 시작하며 라디오에서 들려오는 곡이 되었다. 그녀는 아스트랄베르크스가 다른 레이블보다 창의성을 더 허락한다고 느껴 사인했다.

### 2014-2016:Badlands와 인기 상승
2014년 8월, 밴드 더 쿡스와 함께 투어를 하며 다양한 자작곡을 공연했다. 그녀의 데뷔 EP, Room 93는 2014년 10월 27일 출시되었고, 음반은 빌보드 200 차트에 들었다. Room 93 이후 프랜지파니는 첫 번째 정규 앨범을 녹음하기 시작했고, 다른 싱어송라이터들과 투어를 했다.
데뷔 정규 음반 Badlands 가 2015년 8월 28일에 발매되었다. Badlands는 "The Badlands"라는 미래 디스토피아 사회를 배경으로 한 콘셉트 앨범이라고 설명했고, 이것은 그 당시 자신의 정서 상태를 상징한다고 했다. 또, 앨범 속 각각의 노래가 자신에게 다른 것을 의미한다고 말했다. 음반에 수록된 모든 곡은 홀지가 19살 때 작사한 것이고, 남자 친구였던 노르웨이인 프로듀서 리도를 포함한 다양한 프로듀서들이 제작에 가담했다. 여러 음악 평론가에게 긍정적 평가를 얻은 음반이기도 하다. 앨범은 빌보드 200에서 2위로 데뷔했고, 발매 이후 첫 일주일에 115,000장 판매를 달성했다. 또한, 미국 외에도 오스트레일리아, 캐나다와 뉴질랜드에서도 3위 안에 드는 성과를 얻었다. Bandlands 투어는 2015-16년에 이루어졌다.
Badlands는 미국 음반 산업 협회 (RIAA)에서 플래티넘 인증을 받았으며, 음반 속에 4개의 싱글: "Ghost", "New Americana", "Colors"와 "Castle"도 모두 미국에서 플래티넘 인증을 받았다. "Colors"는 4곡중 스포티파이에 가장 많은 스트리밍 수를 달성했다. 비록 딜럭스 버전에만 수록된 곡이지만 "Gasoline"은 앨범에서 가장 인기가 많은 곡중 하나가 되었다.
할시는 저스틴 비버의 네 번째 스튜디오 앨범 인 Purpose (2015)의 노래 "The Feeling"에 실렸다. 이 노래는 공식적으로 발표되지는 않았지만 빌보드 핫 100의 40위권에 진입했으며 미국에서는 골드, 영국에서는 실버로 인증되었다. 2016년 2월, 그녀는 Future Forward 라인을 위해 MAC 화장품과 제휴 한 4명의 여성 공연자 중 한 명이었다. 따라서 이 프로그램을 통해 자신의 이름을 딴 립스틱을 출시할 수 있었다.
2016년 7월 29일 프랜지파니는 체인스모커스의 싱글 "Closer"에서 보컬리스트로 출연했다. 이 노래는 상업적으로 큰 성공을 거두었고, 12주 연속 빌보드 핫 100의 꼭대기를 차지했으며, 12개의 다른 국가 차트도 독점했다. 전세계 1,500만 장 이상을 판매하고 역대 Spotify에서 가장 많이 스트리밍 된 노래 중 하나이다. "Closer"의 공식 가사 비디오는 2016년 7월 29일 YouTube에 공개된 이후 20억회 이상의 조회수를 자랑하고 있다. 빌보드는 할시의 솔로 소절을 노래의 우월한 부분으로 언급하기도 했다. 이 노래는 그녀가 그래미 어워드 후보로 오르는 계기 되었다.

### 2017–2018:Hopeless Fountain Kingdom
Badlands 발매 이전 할시는 두 번째 정규 앨범을 위한 작업을 시작했다고 했다. 이 앨범은 2016년과 2017년에 걸쳐 녹음되었다. 2017년 1월, 영화 《50가지 그림자: 심연》의 OST 곡 "Not Afraid Anymore"를 발표했다. 4월 4일 발매된 "Now or Never"는 빌보드 핫 100의 52위로 데뷔했고, 이후 17위까지 기록했다. RIAA에서 2x 플래티넘 인증을 받았고, 호주와 말레이시아에서도 상위 20위대에 도달했으며 미국 이외의 지역에서 500,000장 판매를 달성했다. 앨범이 출시되기 전에 "Eyes Closed"와 "Strangers" 두 개의 홍보용 싱글도 제공되다.
두 번째 앨범 Hopeless Fountain Kingdom 은 6월 2일 발매되었다. 이전의 음악과는 대조적인, "라디오에 적합한" 노래들로 이루어진 음반이다. 이는 할시 자신이 스스로가 라디오에 적합한 음악 만들 준비가 충분히 되어있다고 말하고 싶었기 때문이라고 한다.데뷔 앨범과 비슷하게 Hopeless Fountain Kingdom 도 콘셉트 앨범으로 <로미오와 줄리엣>을 바탕으로 탄생한 두 연인의 이야기를 그려낸다. 자신의 전 남자친구인 리도와의 이별을 바탕으로 제작된 이야기이다. 또, 자신의 양성애적 면모를 다루고, 양성애자인 캐릭터들을 등장시킨다. 음반은 빌보드 200과 캐나다 앨범 차트 1등을 차지했으며, 첫 주에 미국 내에서만 약 106,000 판이 판매되어 2017년 첫 번째로 미국 내의 1등 음반을 출시한 여성 아티스트로 기록되었다. Badlands와 유사하게 Hopeless Fountain Kingdom도 플래티넘 인증된 앨범이다. 23번째 생일인 2017년 9월 29일, 프랜지파니는 Hopeless Fountain Kingdom 월드 투어를 시작했다. 또한, 로스앤젤레스의 Emo Nite에서 깜짝 공연을 선보였다.
Hopeless Fountain Kingdom의 2번째 싱글 "Bad at Love"는 미국에서 5위를 차지해, 당시에는 솔로 아티스트로서 가장 성공적인 싱글이 되었다. 이 노래는 4x 플래티넘에 닿았고, 300,000개가 미국 외에서 판매되었다. 이후 12월, 애인 지이지와 제작한 콜라보 노래 "Him & I"가 공개되었고, 얼마뒤 빌보드 핫 100에서 14위에 오르는 등 전세계적인 성공을 거뒀다.
2018년 1월 13일 프랜지파니는 새터데이 나이트 라이브 (SNL)에서 게스트로 출연했으며 "Bad at Love"와 지이지와 동반으로"Him & I" 공연을 선사했다. 3월 15일 그녀는 "Alone"과 래퍼 빅 숀과 Stefflon Don이 포함된 버전을 출시했다. Hopeless Fountain Kingdom에서 세 번째이자 마지막 싱글로 발매되었으며 4월에 뮤직 비디오가 공개됐다. "Alone"은 RIAA에서 플래티넘 인증을 받았고, Billboard's Dance Club 차트에서 1 위에 올랐지만 Billboard Hot 100에서는 66위를 기록했다. 할시는 Benny Blanco의 데뷔 싱글 "Eastside"를 Khalid와 함께 불렀다. 그녀와 Khalid의 삶의 다양한 부분을 논의하는 뮤직 비디오도 나왔다. 이 노래는 빌보드 핫 100에서 9위를 차지하고, 5개국의 차트에서 1위를 차지해다. 미국에서 2x 플래티넘 인증을 받았으며, 백만 장 이상 판매되었다.

### 2018-현재:Manic
방탄소년단과 콜라보해 작은 것들을 위한 시를 냈다.

## 음반 목록
- 《Badlands》 (2015)
- 《Hopeless Fountain Kingdom》 (2017)
- 《Manic》 (2020)
- 《If I Can't Have Love, I Want Power》 (2021)
- 《The Great Impersonator》 (2024)

## 출연 작품

### 영화
- 틴 타이탄 GO! 투 더 무비스 (2018) - 원더우먼 역 (목소리)
- 씽2게더 (2021) - 포샤 크리스탈 역 (목소리)
- 아메리카나 (2023) - 맨디 스타 역
- 맥신 (2024)